# Braver Than We Are
Braver Than We Are es el duodécimo y último álbum de estudio publicado por el cantante estadounidense Meat Loaf el 9 de septiembre de 2016 en Europa y el 16 de septiembre del mismo año en Norteamérica.
Es el último álbum lanzado en el que Jim Steinman participó en la mayor parte de la composición antes de su muerte en abril de 2021, así como el último álbum de Meat Loaf antes de su propia muerte en enero de 2022.

## Lista de canciones
| N.º | Título                                                                       | Duración |  |
| 1.  | «Who Needs the Young»                                                        | 5:27     |  |
| 2.  | «Going All the Way (A Song in 6 Movements)» (Con Ellen Foley y Karla DeVito) | 11:28    |  |
| 3.  | «Speaking in Tongues» (Con Stacy Michelle)                                   | 4:23     |  |
| 4.  | «Loving You's a Dirty Job but Somebody's Gotta Do It» (Con Stacy Michelle)   | 6:09     |  |
| 5.  | «Souvenirs»                                                                  | 8:17     |  |
| 6.  | «Only When I Feel»                                                           | 1:56     |  |
| 7.  | «More»                                                                       | 6:06     |  |
| 8.  | «Godz»                                                                       | 3:33     |  |
| 9.  | «Skull of Your Country» (Con Cian Coey)                                      | 3:35     |  |
| 10. | «Train of Love»                                                              | 4:23     |  |

## Créditos
- Meat Loaf — voz
- Paul Crook – guitarra, teclados
- John Miceli - batería
- Randy Flowers - guitarras
- David Luther - saxo
- Justin Avery - teclados
- Danny Miranda - bajo
- Ellen Foley - voz (2)
- Karla DeVito - voz (2)
- Stacy Michelle - voz (3, 4)
- Cian Coey - voz (7, 9) / coros
- Alicia Avery - coros
- Rickey Medlocke - guitarra slide (10)
- Jim Steinman - consultor creativo